# Hochzeit kommt vor dem Fall
Hochzeit kommt vor dem Fall (engl. Titel: Wedding for Disaster) ist die 15. Folge der 20. Staffel der Serie Die Simpsons.

## Inhalt
Reverend Lovejoy kündigt an, dass der Parson, der „höchste Geistliche“ des „presbylutheranischen Glaubens“, die Stadt besuchen wird. Dieser wird von den Springfieldern begeistert empfangen.
Der Parson informiert Lovejoy, dass er durch einen Fehler bei der Abbuchung der Meldegebühr für die Zulassungsverlängerung für einige Zeit kein offizieller Priester gewesen sei und alle seine Amtshandlungen während dieser Zeit daher ungültig seien. Lovejoy teilt dies daraufhin allen Betroffenen mit. Dazu gehört auch das Ehepaar Simpson, deren zweite Hochzeit (erzählt in der Episode Scheide sich, wer kann, Episode 6 in Staffel 8) ebenfalls in besagten Zeitraum fiel. Das bedeutet, dass Homer und Marge seither offiziell nicht verheiratet sind.
Um diesen Missstand so schnell wie möglich zu beheben, begeben sich Homer und Marge auf das Standesamt. Da Marge aber von dem wenig romantischen Verfahren nicht begeistert ist, entscheiden sie sich doch für eine elegante und stilvolle Traumhochzeit. Marge verhält sich bei den Hochzeitsvorbereitungen aber äußerst gebieterisch (Homer nennt sie „Brautzilla“), so dass Homer bald die Freude daran verliert.
Am Hochzeitstag geschieht es dann, dass Homer nicht zur Trauung erscheint. Marge geht davon aus, dass er sie vorsätzlich am Altar stehen gelassen hat. Tatsächlich aber wurde er entführt und in einem Kellerverlies eingesperrt. Bart und Lisa versuchen den Grund für Homers Verschwinden herauszufinden. Sie finden einen Schlüsselanhänger mit den Initialen SB und gehen davon aus, dass Tingeltangel-Bob (englisch: Sideshow Bob) Homer entführt hat.
Währenddessen wird Homer in seinem Gefängnis gefoltert, indem er zum Beispiel einen Dauerlutscher aus Tabasco essen muss. Lisa und Bart spüren Tingeltangel-Bob auf, der aber ein Alibi hat. Tatsächlich sind Patty und Selma (Selma Bouvier) für die Entführung verantwortlich, die ihn und Marge endlich auseinanderbringen wollen. Homer liest seinen Entführern seine vorbereitete Hochzeitsrede vor, was sogar seine Schwägerinnen rührt. Sie lassen ihn frei.
Bart und Lisa stellen Patty und Selma trotzdem zur Rede und zwingen sie, für Homer und Marge die geplante Traumhochzeit zu finanzieren. Nachdem die beiden doch auf dem Standesamt wieder geheiratet haben, werden sie vor der Tür mit der vorbereiteten Hochzeitsfeier überrascht.

## Hintergrund
Das Vorgehen bei Homers Entführung ist eine Anspielung auf die Horrorfilmreihe Saw.
Der Tafel-Gag am Anfang lautet: „Mein Sparschwein erhält nichts vom Finanzmarktstabilisierungsfonds“.

## Rezeption
Robert Canning von der Website IGN meint: „Auch dies war keine schreiend lustige Folge, aber es gab einige großartige Teile, und insgesamt war es eine angenehme Erzählung von Marge und Homers dritter und vierter Hochzeit.“
Autor Joel H. Cohen gewann für die Folge 2009 den Writers Guild of America Award in der Kategorie „Animation“.